# Hugo I. von Jaffa
Hugo von Le Puiset, genannt Hugotin, (franz: Hugues du Puiset; † nach 1118) war als Hugo II. Herr von Le Puiset und Vizegraf von Chartres, sowie als Hugo I. Graf von Jaffa. Er war ein jüngerer Sohn des Herren Hugo I. von Le Puiset und der Alix von Montlhéry.
Hugos älterer Bruder, Evrard III. von Le Puiset, schloss sich 1097 dem ersten Kreuzzug an, auf dem er auch starb. Während der Abwesenheit seines Bruders und der Dauer der Unmündigkeit seines Neffen, Hugo III. von Le Puiset, übernahm Hugo II. die Verwaltung des Familienbesitzes.
In dieser Zeit hatte er Mabille von Roucy († nach 1122), Tochter des Grafen Ebles II. von Roucy aus dem Haus Montdidier, geheiratet. Diese war mütterlicherseits eine Enkelin Robert Guiskards und so mit dem normannischen Herrscherhaus Hauteville in Süditalien verwandt. Seine Vettern mütterlicherseits Balduin von Bourcq und Joscelin von Courtenay waren im heiligen Land zum König von Jerusalem bzw. zum Grafen von Edessa aufgestiegen.
Im Jahr 1106 erschien ein weiterer Vetter Hugos, der Kreuzzugsführer Bohemund von Tarent, in Frankreich, um dort Ritter für den Kampf gegen den byzantinischen Kaiser Alexios I. Komnenos anzuwerben. Hugo schloss sich ihm an und zog mitsamt seiner Familie nach Apulien. Im Jahr 1107 kämpfte er für Bohemund in Epirus gegen Byzanz, gegen das sie allerdings unterlegen waren. Nachdem 1108 im Vertrag von Devol der Frieden besiegelt wurde, reiste Hugo alleine in das heilige Land weiter, wo er erstmals in einer Urkunde des Königs Balduin I., datiert auf dem 28. September 1110, als Zeuge genannt wird.
Hugo wurde wahrscheinlich von König Balduin II. zum Grafen von Jaffa ernannt, allerdings ist das Datum der Belehnung unbekannt. Wilhelm von Tyrus notierte den Akt für das Jahr 1118, allerdings fälschlicherweise im Zusammenhang mit Hugos Ankunft in Palästina. Da Hugo aber definitiv schon 1110 im Land weilte, kann nur ein Zeitpunkt zwischen diesen Jahren angenommen werden. Hugos Sterbedatum ist unbekannt, es dürfte aber nicht lang nach 1118 gelegen haben.
Seine Witwe reiste nach seinem Tod ins heilige Land nach und heiratete Albert von Namur, der die Grafschaft Jaffa bis 1123 für Hugos noch minderjährigen Sohn Hugo II. verwaltete.
Siehe auch: Haus Le Puiset